# Forum Horsens
Forum Horsens er en indendørs arena, som kan bruges til sport. Hallen kan også bruges til koncerter. Westlife, Anastacia, D-A-D, Enrique Iglesias og Dolly Parton har optrådt i hallen. 
Kapaciteten i hallen er til sport kan der være 4.000, til siddende koncerter kan der være 4.500 og til stående koncerter kan der være 5.000
Finalen i Vild med dans sæson 15 fandt sted i Forum Horsens.
Finalen i sæson 16 af Vil med Dans foregik i Forum Horsens d. 29. november 2019.

## Ekstern henvisning
- Forum Horsens hjemmeside Arkiveret 16. juni 2009 hos  Wayback Machine

|  | Denne artikel om en bygning eller et bygningsværk kan blive bedre, hvis der indsættes et (bedre) billede. Du kan hjælpe ved at afsøge Wikimedia Commons for et passende billede eller lægge et op på Wikimedia Commons med en af de tilladte licenser og indsætte det i artiklen. |

55°52′18.71″N 9°51′18.53″Ø / 55.8718639°N 9.8551472°Ø